# Уангани
Уангани (фр. Ouangani) — коммуна и населённый пункт в островном регионе Майотта, в северной части острова Майотта (Маоре).

## Описание
Коммуна состоит из собственно города Уангани и пяти деревень. Уангани единственная коммуна на Майотте не имеющая выхода к морю. Муниципалитет расположен в 8300 км к юго-востоку от Парижа, 13 км юго-западнее Мамуцу. Население коммуны в 2007 году составляло 6577 человек.